# Processo de paz no Afeganistão
O processo de paz no Afeganistão compreende as propostas e negociações em uma tentativa de acabar com a guerra que aconteceu no Afeganistão. Embora esforços esporádicos tenham ocorridos desde o início da guerra em 2001, as negociações e o movimento pela paz se intensificaram em 2018 em meio a conversações entre o Talibã, que é o principal grupo insurgente que luta contra o governo afegão e as tropas estadunidenses; e os Estados Unidos, dos quais 20 000 soldados mantêm presença no país para apoiar o governo afegão. A maioria das conversações ocorreu em Doha, capital do Catar. Espera-se que um acordo mútuo entre o Talibã e os Estados Unidos seja seguido por uma retirada estadunidense em fases e o início das negociações de paz intra-afegãs. Além dos Estados Unidos, potências regionais como Paquistão, China e Rússia, bem como a Organização do Tratado do Atlântico Norte (OTAN), contribuem para facilitar o processo de paz.
Em 29 de fevereiro de 2020, os Estados Unidos assinaram um acordo de paz condicional com o Talibã, que pede a retirada de tropas estrangeiras em 14 meses se o Talibã cumprir os termos do acordo. Em 1 de março de 2020, no entanto, o governo afegão, que não era parte do acordo, rejeitou o pedido dos Estados Unidos e do Talibã de troca de prisioneiros até 10 de março de 2020, com o presidente do país, Ashraf Ghani, afirmando que esse acordo exigirá negociações adicionais e também não será implementado como pré-condição para futuras negociações de paz.

## Acordo de 2020
Em 29 de fevereiro de 2020, os Estados Unidos e o Talibã assinaram um acordo de paz em Doha, no Catar. As disposições do acordo incluem a retirada de todas as tropas estadunidenses e da OTAN do Afeganistão, uma promessa do Talibã de impedir a Al-Qaeda de operar em áreas sob controle do Talibã, e conversas entre o Talibã e o governo afegão. Os Estados Unidos concordaram com uma redução inicial de seu nível de força de 13 000 para 8 600, seguida por uma retirada total em 14 meses se o Talibã cumprir seus compromissos. Os Estados Unidos também se comprometeram a fechar cinco bases militares em 135 dias, e expressaram sua intenção de encerrar as sanções econômicas ao Talibã até 27 de agosto de 2020.
As negociações intra-afegãs resultantes estão programadas para começar em 10 de março de 2020 em Oslo, Noruega. A composição da equipe de negociação do governo afegão ainda não foi determinada, porque os resultados das eleições presidenciais afegãs de 2019 ainda são disputados e um novo presidente não foi empossado. O acordo exige que o governo afegão libere 5 000 prisioneiros do Talibã no início das negociações, em uma troca de prisioneiros por 1 000 soldados do governo mantidos pelo Talibã. O governo afegão não fez parte do acordo e, em 1 de março, Ghani declarou que rejeitaria a troca de prisioneiros: "O governo do Afeganistão não se comprometeu a libertar 5 000 prisioneiros talibãs. [...] A libertação de prisioneiros é não a autoridade dos Estados Unidos, mas é a autoridade do governo do Afeganistão." Ghani também afirmou que qualquer troca de prisioneiros "não pode ser um pré-requisito para negociações", mas deve fazer parte das negociações. Em 2 de março, um porta-voz do Talibã afirmou que estava "totalmente pronto" para as negociações intra-afegãs, mas que não haveria conversas se cerca de 5 000 de seus prisioneiros não fossem libertados. Ele também disse que o período acordado de redução da violência havia terminado e que as operações contra as forças do governo afegão poderiam ser retomadas.

## Questões
Questões que devem surgir durante as negociações incluem os direitos das mulheres; a Constituição do Afeganistão de 2004 protege a liberdade de expressão e educação das mulheres, que havia sido suprimida sob o domínio talibã do Afeganistão. Khalilzad, Ghani, seu rival na presidência Abdullah Abdullah e várias outras autoridades afegãs afirmaram que esses direitos devem ser protegidos, e não devem ser sacrificados em um acordo de paz. A primeira-dama do Afeganistão, Rula Ghani, tem atuado ativamente na proteção dos direitos das mulheres.
A violência contínua de ambos os lados continua sendo um obstáculo para um acordo final de paz. Enquanto conversações preliminares estavam em andamento, o Talibã continuou a lutar no campo de batalha e a lançar ataques terroristas na capital, além de ameaçar as eleições presidenciais afegãs de 2019 em 28 de setembro. De acordo com estatísticas da Força Aérea dos Estados Unidos, divulgadas em fevereiro de 2020, os Estados Unidos lançaram mais bombas no Afeganistão em 2019 do que em qualquer outro ano desde 2013.
O embaixador dos Estados Unidos no Afeganistão alertou que um acordo de paz poderia arriscar o retorno do Taliban ao poder, semelhante ao resultado dos Acordos de Paz de Paris de 1973, durante os quais o governo sul–vietnamita, apoiado pelos Estados Unidos, foi derrotado na queda de Saigon. O Paquistão alertou que o aumento das tensões na região do Golfo após o assassinato do general iraniano Qasem Soleimani pode afetar o já atrasado processo de paz Estados Unidos–Afeganistão.